# Steven Roman
Steven Mark Roman (geb. vor 1975) ist ein US-amerikanischer Mathematiker, der sich mit Kombinatorik befasst.
Roman studierte an der University of California, Los Angeles, mit dem Bachelor-Abschluss und an der University of Washington, an der er 1975 bei Branko Grünbaum promoviert wurde (On a problem of Zarankiewicz concerning matrices of zeros and ones). Er war Instructor am Massachusetts Institute of Technology, Lecturer an der University of California, Santa Barbara, Assistant Professor an der University of South Florida und 1980 bis zur Emeritierung 1999 Professor an der California State University, Fullerton.
Er ist (mit Gian-Carlo Rota) einer der Entwickler des Umbral-Kalküls.
Roman ist Autor zahlreicher Lehrbücher in Mathematik und Programmierung.

## Schriften
Bücher über Mathematik:
- The Umbral Calculus, Pure and Applied Mathematics Vol. 111, Academic Press, 1984.
- Coding and Information Theory, Springer-Verlag, Graduate Texts in Mathematics Vol. 134, 1992.
- Advanced Linear Algebra, Springer-Verlag, Graduate Texts in Mathematics Vol. 135, 1992.
- Field Theory, Springer-Verlag, Graduate Texts in Mathematics Vol. 158, 1995.
- Lattices and Ordered Sets, Springer-Verlag, 2008.
- Introduction to Coding and Information Theory, Springer-Verlag, Undergraduate Texts in Mathematics, 1996.
- Introduction to the Mathematics of Finance, Springer-Verlag, Undergraduate Texts in Mathematics, 2004.
- An Introduction to Linear Algebra with Applications, 2. Auflage, 1988, Saunders College Publishing.
- An Introduction to Discrete Mathematics, Second edition, 1989, Saunders College Publishing.
- Fundamentals of Group Theory, An Advanced Approach, Birkhäuser, 2012
- An Introduction to Catalan Numbers, Birkhäuser, 2015, .
- An Introduction to The Language of Category Theory, Birkhäuser, 2016
- College Algebra and Trigonometry, Saunders 1987.
- College Algebra, Saunders 1987.
- Precalculus, Saunders 1987.

Bücher zur Informatik:
- Concepts of Object-Oriented Programming with Visual Basic, Springer-Verlag
- Access Database Design and Programming, 3. Auflage, O’Reilly and Associates
- Understanding Personal Computer Hardware, Springer-Verlag
- Writing Word Macros, O’Reilly and Associates.
- Developing Visual Basic Add-Ins, O’Reilly and Associates.
- Writing Excel Macros, Second Edition, O’Reilly and Associates.
- Win32 API Programming with Visual Basic, O’Reilly and Associates.
- VB .NET Language in a Nutshell, Second Edition, O’Reilly and Associates.